# Bartłomiej Świderski (pisarz)

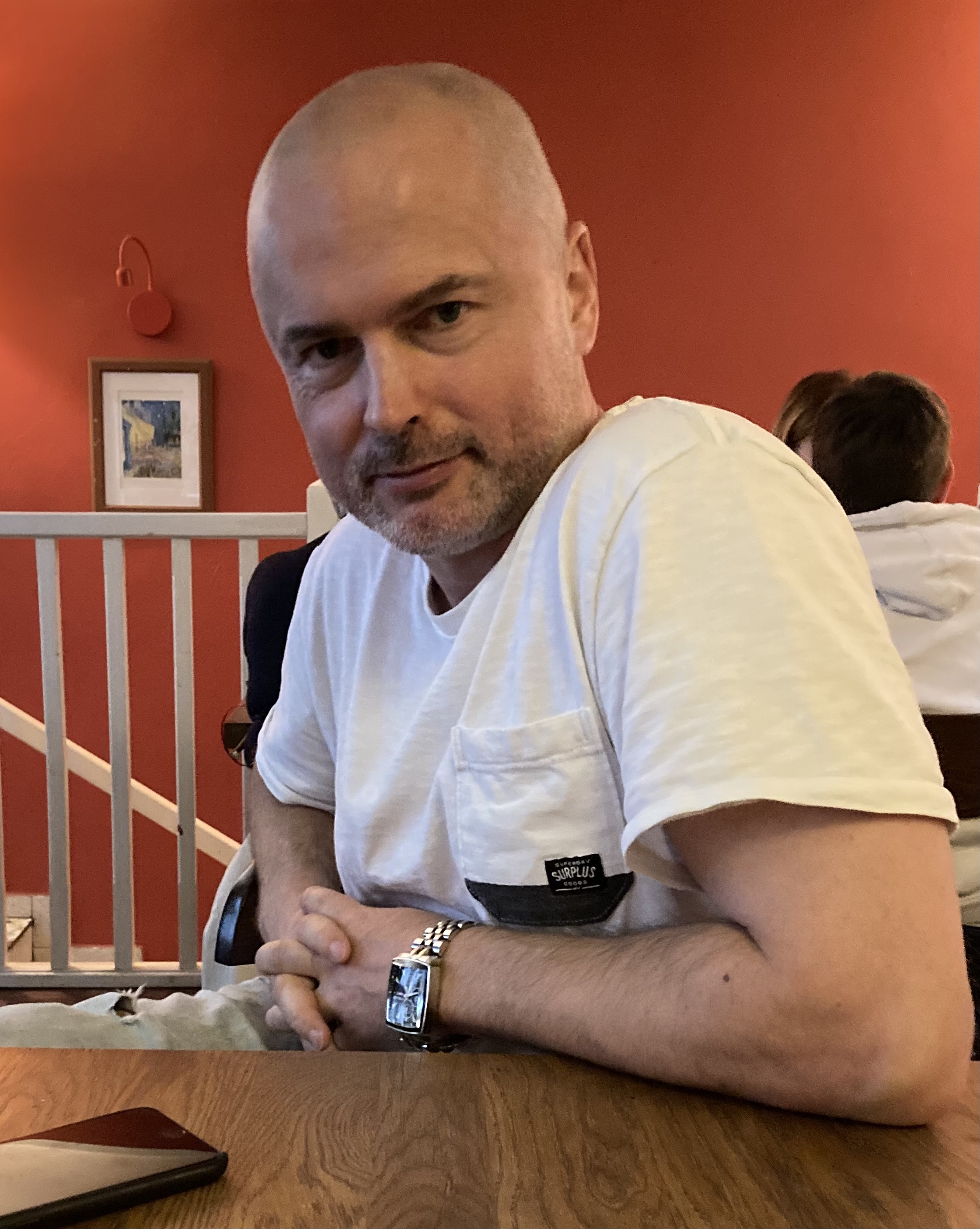
Bartłomiej Świderski

Bartłomiej Świderski, Bartek Świderski  (ur. 15 czerwca 1973 w Warszawie) – polski dziennikarz, pisarz, scenarzysta.

## Życiorys
Źródło: SPP – Oddział Warszawa
W roku 1992 ukończył XLII Liceum Ogólnokształcące w Warszawie, a w roku 1999 studia na Wydziale Filozofii i Socjologii Uniwersytetu Warszawskiego (praca magisterska nt. „Satyra jako narzędzie walki politycznej”). Już w trakcie studiów pracował jako reporter w tygodniku „Przegląd” i dziennikarz w miesięczniku „Twój Styl”.
Należy do warszawskiego oddziału Stowarzyszenia Pisarzy Polskich i Stowarzyszenia Filmowców Polskich.

## Publikacje
Źródło: Wydawnictwo SQN
Debiutował w tygodniku „Szpilki” w roku 1995 miniaturą literacką. Artykuły i wywiady na tematy kulturalne publikował m.in. w czasopismach: „Wprost”, „Odra”, „Aktivist” i „Pani”, opowiadania w: „Nowa Fantastyka”, „Fakt”, „Alfred Hitchcock poleca”, „Fenix”, „Magia i Miecz” i rosyjskim piśmie „Inostrannaya Literatura” (numer poświęcony nowej prozie polskiej 8/2006). Redaktor w pismach: „XL”, „Machina” i „Gala” (w latach 1999–2002). Autor cyklicznego felietonu „Fantastyczne soundtrack'i” w miesięczniku „Nowa Fantastyka” (w latach 2001–2003). 

## Książki
Źródło: SPP – Oddział Warszawa
- „Mocny program”, Supernowa 2002
- „Bracia Kramer”, Prószyński i S-ka 2006
- „Przejrzeć facetów”,  Prószyński i S-ka 2007
- „Przejrzeć kobiety”, Wydawnictwo MG 2008
- „Wojna w rodzinie”,  Prószyński i S-ka 2010
- „Mam dziecko z feministką” (pod pseudonimem Bartłomiej Bohrer), Nowy Świat (wydawnictwo) 2014
- „Szklane żądło”, MUZA SA 2017
- „Hubert chce ciastko”, Ezop 2019
- „Plaga”, Seqoja 2021
- „Anna na tropie tygrysa”, Ezop 2022

Poza tym opowiadania drukowane w antologiach:
- PL +50. Historie przyszłości Wydawnictwo Literackie, 2004
- „Opowiadania letnie, a nawet gorące” Prószyński i S-ka, 2006
- „Opowiadania szkolne” Prószyński i S-ka, 2007
- „Opowiadania pod psem i kotem”, Wydawnictwo MG 2008
- „Opowiadania pełne pasji”, Wydawnictwo MG 2008

## Scenariusze
Źródło: FilmPolski.pl
- odcinki serialu BrzydUla (emisja TVN w latach 2009–2010)
- odcinek Pierwsza miłość (nr 2132, emisja: Polsat, rok 2015)
- odcinki serialu Ojciec Mateusz (nr 328, 334, 339, emisja: TVP 1, rok 2021)
- dialogów do ponad 500 odcinków serialu Na Wspólnej (TVN, 2003–2021)
- główny scenarzysta serialu Na Wspólnej w latach 2011–2012 oraz od 2021
- autor scenariusza do angielskiego filmu krótkometrażowego A Pound of Flesh w reżyserii Oliwii Siem (rok produkcji: 2020)[5]

## Nagrody i wyróżnienia
Źródło: SPP – Oddział Warszawa
- I nagroda w konkursie na telewizyjną nowelę kryminalną Agencji Gudejko, rok 2004
- stypendium Polski Instytut Sztuki Filmowej na napisanie scenariusza filmu fabularnego pt. „Przejrzeć facetów”, rok 2006